# Urodus fumosa
Urodus fumosa is een vlinder uit de familie van de Urodidae. De wetenschappelijke naam van de soort is voor het eerst geldig gepubliceerd in 1863 door Zeller.